# Jonny Evans
Jonathan Grant Evans, meglio conosciuto come Jonny Evans (Belfast, 3 gennaio 1988), è un dirigente sportivo ed ex calciatore nordirlandese, di ruolo difensore, responsabile dei giocatori in prestito del Manchester Utd.

## Biografia
Ha un fratello minore, Corry, che gioca come centrocampista nel Bradford City.

## Caratteristiche
È un difensore centrale forte fisicamente, efficace nel gioco aereo e nella marcatura; la sua intelligenza tattica gli consente di leggere le azioni offensive avversarie con largo anticipo.

## Carriera

### Club
Calcisticamente cresciuto nel settore giovanile del Greenisland, nel 2005 viene ingaggiato dal Manchester United e aggregato alla squadra riserve.
Nelle stagioni 2006-2007 e 2007-2008 gioca in prestito all'Anversa e al Sunderland; con i Black Cats vince il campionato di seconda divisione.
Dopo essere tornato al Manchester United, il 26 settembre 2008 esordisce con la maglia dei Red Devils nella partita di coppa di lega persa per 0-2 contro il Coventry City ad Old Trafford; il 7 novembre gioca per la prima volta in Champions League, nella vittoria per 4-0 contro la Dinamo Kiev. Il 21 dicembre parte da titolare nella finale del mondiale per club contro la Liga de Quito, vinta per 1-0 grazie ad un gol di Wayne Rooney; a fine stagione conquista anche il campionato e la coppa di lega.
Nella seconda metà della stagione 2014-2015 viene messo ai margini della rosa dal nuovo allenatore Louis van Gaal.
Il 29 agosto 2015 viene acquistato dal West Bromwich Albion; nel 2017 viene nominato capitano della squadra.
L'8 giugno 2018 viene acquistato dal Leicester City.
Il 18 luglio 2023 fa ritorno al Manchester United dopo otto anni.

### Nazionale
Il 9 settembre 2005 esordisce con la nazionale nordirlandese, nella partita vinta per 3-2 contro la Spagna a Belfast.
Il 12 giugno 2016 gioca la sua prima partita in un campionato europeo, nella sconfitta per 0-1 contro la Polonia.
Il 27 settembre 2022 raggiunge le cento presenze in nazionale, nella sconfitta per 1-3 contro la Grecia.
Il 28 agosto 2024 lascia la nazionale nordirlandese, dopo aver ottenuto 107 presenze totali.

## Statistiche

### Presenze e reti nei club
Statistiche aggiornate al 18 maggio 2025.
| Stagione                 | Squadra                  | Campionato               | Campionato | Campionato | Coppe nazionali | Coppe nazionali | Coppe nazionali | Coppe continentali | Coppe continentali | Coppe continentali | Altre coppe | Altre coppe | Altre coppe | Totale | Totale |
| Stagione                 | Squadra                  | Comp                     | Pres       | Reti       | Comp            | Pres            | Reti            | Comp               | Pres               | Reti               | Comp        | Pres        | Reti        | Pres   | Reti   |
| ------------------------ | ------------------------ | ------------------------ | ---------- | ---------- | --------------- | --------------- | --------------- | ------------------ | ------------------ | ------------------ | ----------- | ----------- | ----------- | ------ | ------ |
| 2005-2006                | Manchester United        | PL                       | 0          | 0          | FACup+CdL       | 0+0             | 0+0             | UCL                | 0                  | 0                  | -           | -           | -           | 0      | 0      |
| 2006-gen. 2007           | Anversa                  | D2                       | 11         | 3          | CB              | 3               | 0               | -                  | -                  | -                  | -           | -           | -           | 14     | 3      |
| gen.-giu. 2007           | Sunderland               | FLC                      | 18         | 1          | FACup+CdL       | 1+0             | 0+0             | -                  | -                  | -                  | -           | -           | -           | 19     | 1      |
| 2007-2008                | Sunderland               | PL                       | 15         | 0          | FACup+CdL       | 1+0             | 0+0             | -                  | -                  | -                  | -           | -           | -           | 16     | 0      |
| Totale Sunderland        | Totale Sunderland        | Totale Sunderland        | 33         | 1          |                 | 2               | 0               |                    | -                  | -                  |             | -           | -           | 35     | 1      |
| 2008-2009                | Manchester United        | PL                       | 17         | 0          | FACup+CdL       | 3+6             | 0+0             | UCL                | 9                  | 0                  | CS+SU+CmC   | 0+0+2       | 0           | 37     | 0      |
| 2009-2010                | Manchester United        | PL                       | 18         | 0          | FACup+CdL       | 1+5             | 0+0             | UCL                | 3                  | 0                  | CS          | 1           | 0           | 28     | 0      |
| 2010-2011                | Manchester United        | PL                       | 13         | 0          | FACup+CdL       | 2+2             | 0+0             | UCL                | 3                  | 0                  | CS          | 1           | 0           | 21     | 0      |
| 2011-2012                | Manchester United        | PL                       | 29         | 1          | FACup+CdL       | 1+1             | 0+0             | UCL+UEL            | 4+4                | 0+0                | CS          | 1           | 0           | 40     | 1      |
| 2012-2013                | Manchester United        | PL                       | 23         | 3          | FACup+CdL       | 2+0             | 0+0             | UCL                | 5                  | 1                  | -           | -           | -           | 30     | 4      |
| 2013-2014                | Manchester United        | PL                       | 17         | 0          | FACup+CdL       | 1+4             | 1+0             | UCL                | 3                  | 1                  | CS          | 0           | 0           | 25     | 2      |
| 2014-2015                | Manchester United        | PL                       | 14         | 0          | FACup+CdL       | 2+1             | 0+0             | -                  | -                  | -                  | -           | -           | -           | 17     | 0      |
| 2015-2016                | West Bromwich            | PL                       | 30         | 1          | FACup+CdL       | 4+0             | 0+0             | -                  | -                  | -                  | -           | -           | -           | 34     | 1      |
| 2016-2017                | West Bromwich            | PL                       | 31         | 2          | FACup+CdL       | 0+0             | 0+0             | -                  | -                  | -                  | -           | -           | -           | 31     | 2      |
| 2017-2018                | West Bromwich            | PL                       | 28         | 2          | FACup+CdL       | 2+1             | 0+0             | -                  | -                  | -                  | -           | -           | -           | 31     | 2      |
| Totale West Bromwich     | Totale West Bromwich     | Totale West Bromwich     | 89         | 5          |                 | 7               | 0               |                    | -                  | -                  |             | -           | -           | 96     | 5      |
| 2018-2019                | Leicester City           | PL                       | 24         | 1          | FACup+CdL       | 1+3             | 0+0             | -                  | -                  | -                  | -           | -           | -           | 28     | 1      |
| 2019-2020                | Leicester City           | PL                       | 38         | 1          | FACup+CdL       | 2+6             | 0+1             | -                  | -                  | -                  | -           | -           | -           | 46     | 2      |
| 2020-2021                | Leicester City           | PL                       | 28         | 2          | FACup+CdL       | 4+0             | 0+0             | UEL                | 5                  | 0                  | -           | -           | -           | 37     | 2      |
| 2021-2022                | Leicester City           | PL                       | 18         | 1          | FACup+CdL       | 0+1             | 0+0             | UEL+UECL           | 4+4                | 1+0                | CS          | 0           | 0           | 27     | 2      |
| 2022-2023                | Leicester City           | PL                       | 13         | 0          | FACup+CdL       | 0+1             | 0+0             | -                  | -                  | -                  | -           | -           | -           | 14     | 0      |
| Totale Leicester City    | Totale Leicester City    | Totale Leicester City    | 121        | 5          |                 | 18              | 1               |                    | 13                 | 1                  |             | 0           | 0           | 152    | 7      |
| 2023-2024                | Manchester United        | PL                       | 23         | 0          | FACup+CdL       | 4+1             | 0               | UCL                | 2                  | 0                  | -           | -           | -           | 30     | 0      |
| 2024-2025                | Manchester United        | PL                       | 7          | 0          | FACup+CdL       | 3+0             | 1+0             | UEL                | 2                  | 0                  | CS          | 1           | 0           | 13     | 1      |
| Totale Manchester United | Totale Manchester United | Totale Manchester United | 161        | 4          |                 | 39              | 2               |                    | 35                 | 2                  |             | 6           | 0           | 242    | 8      |
| Totale carriera          | Totale carriera          | Totale carriera          | 415        | 18         |                 | 69              | 3               |                    | 48                 | 3                  |             | 6           | 0           | 538    | 24     |

### Presenze e reti in nazionale
| Cronologia completa delle presenze e delle reti in nazionale ― Irlanda del Nord | Cronologia completa delle presenze e delle reti in nazionale ― Irlanda del Nord | Cronologia completa delle presenze e delle reti in nazionale ― Irlanda del Nord | Cronologia completa delle presenze e delle reti in nazionale ― Irlanda del Nord | Cronologia completa delle presenze e delle reti in nazionale ― Irlanda del Nord | Cronologia completa delle presenze e delle reti in nazionale ― Irlanda del Nord | Cronologia completa delle presenze e delle reti in nazionale ― Irlanda del Nord | Cronologia completa delle presenze e delle reti in nazionale ― Irlanda del Nord |
| Data                                                                            | Città                                                                           | In casa                                                                         | Risultato                                                                       | Ospiti                                                                          | Competizione                                                                    | Reti                                                                            | Note                                                                            |
| ------------------------------------------------------------------------------- | ------------------------------------------------------------------------------- | ------------------------------------------------------------------------------- | ------------------------------------------------------------------------------- | ------------------------------------------------------------------------------- | ------------------------------------------------------------------------------- | ------------------------------------------------------------------------------- | ------------------------------------------------------------------------------- |
| 6-9-2005                                                                        | Belfast                                                                         | Irlanda del Nord                                                                | 3 – 2                                                                           | Spagna                                                                          | Qual. Euro 2008                                                                 | -                                                                               |                                                                                 |
| 7-10-2006                                                                       | Copenaghen                                                                      | Danimarca                                                                       | 0 – 0                                                                           | Irlanda del Nord                                                                | Qual. Euro 2008                                                                 | -                                                                               | 62’                                                                             |
| 11-10-2006                                                                      | Belfast                                                                         | Irlanda del Nord                                                                | 1 – 0                                                                           | Lettonia                                                                        | Qual. Euro 2008                                                                 | -                                                                               |                                                                                 |
| 24-3-2007                                                                       | Vaduz                                                                           | Liechtenstein                                                                   | 1 – 4                                                                           | Irlanda del Nord                                                                | Qual. Euro 2008                                                                 | -                                                                               |                                                                                 |
| 28-3-2007                                                                       | Belfast                                                                         | Irlanda del Nord                                                                | 2 – 1                                                                           | Svezia                                                                          | Qual. Euro 2008                                                                 | -                                                                               |                                                                                 |
| 8-9-2007                                                                        | Riga                                                                            | Lettonia                                                                        | 1 – 0                                                                           | Irlanda del Nord                                                                | Qual. Euro 2008                                                                 | -                                                                               |                                                                                 |
| 12-9-2007                                                                       | Reykjavík                                                                       | Islanda                                                                         | 2 – 1                                                                           | Irlanda del Nord                                                                | Qual. Euro 2008                                                                 | -                                                                               |                                                                                 |
| 17-11-2007                                                                      | Belfast                                                                         | Irlanda del Nord                                                                | 2 – 1                                                                           | Danimarca                                                                       | Qual. Euro 2008                                                                 | -                                                                               |                                                                                 |
| 6-2-2008                                                                        | Belfast                                                                         | Irlanda del Nord                                                                | 0 – 1                                                                           | Bulgaria                                                                        | Amichevole                                                                      | -                                                                               | 46’                                                                             |
| 26-3-2008                                                                       | Belfast                                                                         | Irlanda del Nord                                                                | 4 – 1                                                                           | Georgia                                                                         | Amichevole                                                                      | -                                                                               |                                                                                 |
| 20-8-2008                                                                       | Glasgow                                                                         | Scozia                                                                          | 0 – 0                                                                           | Irlanda del Nord                                                                | Amichevole                                                                      | -                                                                               |                                                                                 |
| 6-9-2008                                                                        | Bratislava                                                                      | Slovacchia                                                                      | 2 – 1                                                                           | Irlanda del Nord                                                                | Qual. Mondiali 2010                                                             | -                                                                               | 69’                                                                             |
| 10-9-2008                                                                       | Belfast                                                                         | Irlanda del Nord                                                                | 0 – 0                                                                           | Rep. Ceca                                                                       | Qual. Mondiali 2010                                                             | -                                                                               |                                                                                 |
| 11-10-2008                                                                      | Maribor                                                                         | Slovenia                                                                        | 2 – 0                                                                           | Irlanda del Nord                                                                | Qual. Mondiali 2010                                                             | -                                                                               | 90’                                                                             |
| 19-11-2008                                                                      | Belfast                                                                         | Irlanda del Nord                                                                | 0 – 2                                                                           | Ungheria                                                                        | Amichevole                                                                      | -                                                                               |                                                                                 |
| 28-3-2009                                                                       | Belfast                                                                         | Irlanda del Nord                                                                | 3 – 2                                                                           | Polonia                                                                         | Qual. Mondiali 2010                                                             | 1                                                                               |                                                                                 |
| 1-4-2009                                                                        | Belfast                                                                         | Irlanda del Nord                                                                | 1 – 0                                                                           | Slovenia                                                                        | Qual. Mondiali 2010                                                             | -                                                                               | 38’                                                                             |
| 5-9-2009                                                                        | Chorzów                                                                         | Polonia                                                                         | 1 – 1                                                                           | Irlanda del Nord                                                                | Qual. Mondiali 2010                                                             | -                                                                               |                                                                                 |
| 9-9-2009                                                                        | Belfast                                                                         | Irlanda del Nord                                                                | 0 – 2                                                                           | Slovacchia                                                                      | Qual. Mondiali 2010                                                             | -                                                                               |                                                                                 |
| 14-11-2009                                                                      | Belfast                                                                         | Irlanda del Nord                                                                | 0 – 1                                                                           | Serbia                                                                          | Amichevole                                                                      | -                                                                               | 46’                                                                             |
| 11-8-2010                                                                       | Podgorica                                                                       | Montenegro                                                                      | 2 – 0                                                                           | Irlanda del Nord                                                                | Amichevole                                                                      | -                                                                               |                                                                                 |
| 8-10-2010                                                                       | Belfast                                                                         | Irlanda del Nord                                                                | 0 – 0                                                                           | Italia                                                                          | Qual. Euro 2012                                                                 | -                                                                               |                                                                                 |
| 12-10-2010                                                                      | Toftir                                                                          | Fær Øer                                                                         | 1 – 1                                                                           | Irlanda del Nord                                                                | Qual. Euro 2012                                                                 | -                                                                               |                                                                                 |
| 17-11-2010                                                                      | Belfast                                                                         | Irlanda del Nord                                                                | 1 – 1                                                                           | Marocco                                                                         | Amichevole                                                                      | -                                                                               |                                                                                 |
| 25-3-2011                                                                       | Belgrado                                                                        | Serbia                                                                          | 2 – 1                                                                           | Irlanda del Nord                                                                | Qual. Euro 2012                                                                 | -                                                                               | 27’ 86’                                                                         |
| 29-3-2011                                                                       | Belfast                                                                         | Irlanda del Nord                                                                | 0 – 0                                                                           | Slovenia                                                                        | Qual. Euro 2012                                                                 | -                                                                               |                                                                                 |
| 10-8-2011                                                                       | Belfast                                                                         | Irlanda del Nord                                                                | 4 – 0                                                                           | Fær Øer                                                                         | Qual. Euro 2012                                                                 | -                                                                               |                                                                                 |
| 2-9-2011                                                                        | Belfast                                                                         | Irlanda del Nord                                                                | 0 – 1                                                                           | Serbia                                                                          | Qual. Euro 2012                                                                 | -                                                                               | 90+2’                                                                           |
| 29-2-2012                                                                       | Belfast                                                                         | Irlanda del Nord                                                                | 0 – 3                                                                           | Norvegia                                                                        | Amichevole                                                                      | -                                                                               | 46’                                                                             |
| 7-9-2012                                                                        | Mosca                                                                           | Russia                                                                          | 2 – 0                                                                           | Irlanda del Nord                                                                | Qual. Mondiali 2014                                                             | -                                                                               |                                                                                 |
| 11-9-2012                                                                       | Belfast                                                                         | Irlanda del Nord                                                                | 1 – 1                                                                           | Lussemburgo                                                                     | Qual. Mondiali 2014                                                             | -                                                                               |                                                                                 |
| 16-10-2012                                                                      | Porto                                                                           | Portogallo                                                                      | 1 – 1                                                                           | Irlanda del Nord                                                                | Qual. Mondiali 2014                                                             | -                                                                               |                                                                                 |
| 6-2-2013                                                                        | Ta' Qali                                                                        | Malta                                                                           | 0 – 0                                                                           | Irlanda del Nord                                                                | Amichevole                                                                      | -                                                                               | 46’                                                                             |
| 26-3-2013                                                                       | Belfast                                                                         | Irlanda del Nord                                                                | 0 – 2                                                                           | Israele                                                                         | Qual. Mondiali 2014                                                             | -                                                                               | 36’                                                                             |
| 6-9-2013                                                                        | Belfast                                                                         | Irlanda del Nord                                                                | 2 – 4                                                                           | Portogallo                                                                      | Qual. Mondiali 2014                                                             | -                                                                               |                                                                                 |
| 10-9-2013                                                                       | Lussemburgo                                                                     | Lussemburgo                                                                     | 3 – 2                                                                           | Irlanda del Nord                                                                | Qual. Mondiali 2014                                                             | -                                                                               |                                                                                 |
| 11-10-2013                                                                      | Baku                                                                            | Azerbaigian                                                                     | 2 – 0                                                                           | Irlanda del Nord                                                                | Qual. Mondiali 2014                                                             | -                                                                               | 90+4’                                                                           |
| 15-11-2013                                                                      | Adana                                                                           | Turchia                                                                         | 1 – 0                                                                           | Irlanda del Nord                                                                | Amichevole                                                                      | -                                                                               |                                                                                 |
| 25-3-2015                                                                       | Glasgow                                                                         | Scozia                                                                          | 1 – 0                                                                           | Irlanda del Nord                                                                | Amichevole                                                                      | -                                                                               | Cap. 81’                                                                        |
| 29-3-2015                                                                       | Belfast                                                                         | Irlanda del Nord                                                                | 2 – 1                                                                           | Finlandia                                                                       | Qual. Euro 2016                                                                 | -                                                                               |                                                                                 |
| 31-5-2015                                                                       | Crewe                                                                           | Irlanda del Nord                                                                | 1 – 1                                                                           | Qatar                                                                           | Amichevole                                                                      | -                                                                               | 61’                                                                             |
| 13-6-2015                                                                       | Belfast                                                                         | Irlanda del Nord                                                                | 0 – 0                                                                           | Romania                                                                         | Qual. Euro 2016                                                                 | -                                                                               | 79’                                                                             |
| 4-9-2015                                                                        | Tórshavn                                                                        | Fær Øer                                                                         | 1 – 3                                                                           | Irlanda del Nord                                                                | Qual. Euro 2016                                                                 | -                                                                               |                                                                                 |
| 7-9-2015                                                                        | Belfast                                                                         | Irlanda del Nord                                                                | 1 – 1                                                                           | Ungheria                                                                        | Qual. Euro 2016                                                                 | -                                                                               |                                                                                 |
| 13-11-2015                                                                      | Belfast                                                                         | Irlanda del Nord                                                                | 1 – 0                                                                           | Lettonia                                                                        | Amichevole                                                                      | -                                                                               |                                                                                 |
| 24-3-2016                                                                       | Cardiff                                                                         | Galles                                                                          | 1 – 1                                                                           | Irlanda del Nord                                                                | Amichevole                                                                      | -                                                                               | 74’                                                                             |
| 28-3-2016                                                                       | Belfast                                                                         | Irlanda del Nord                                                                | 1 – 0                                                                           | Slovenia                                                                        | Amichevole                                                                      | -                                                                               | 65’                                                                             |
| 27-5-2016                                                                       | Belfast                                                                         | Irlanda del Nord                                                                | 3 – 0                                                                           | Bielorussia                                                                     | Amichevole                                                                      | -                                                                               | 60’                                                                             |
| 4-6-2016                                                                        | Trnava                                                                          | Slovacchia                                                                      | 0 – 0                                                                           | Irlanda del Nord                                                                | Amichevole                                                                      | -                                                                               |                                                                                 |
| 12-6-2016                                                                       | Nizza                                                                           | Polonia                                                                         | 1 – 0                                                                           | Irlanda del Nord                                                                | Euro 2016 - 1º turno                                                            | -                                                                               |                                                                                 |
| 15-6-2016                                                                       | Décines-Charpieu                                                                | Irlanda del Nord                                                                | 2 – 0                                                                           | Ucraina                                                                         | Euro 2016 - 1º turno                                                            | -                                                                               | 90’                                                                             |
| 21-6-2016                                                                       | Parigi                                                                          | Irlanda del Nord                                                                | 0 – 1                                                                           | Germania                                                                        | Euro 2016 - 1º turno                                                            | -                                                                               |                                                                                 |
| 25-6-2016                                                                       | Parigi                                                                          | Galles                                                                          | 1 – 0                                                                           | Irlanda del Nord                                                                | Euro 2016 - Ottavi di finale                                                    | -                                                                               |                                                                                 |
| 4-9-2016                                                                        | Praga                                                                           | Rep. Ceca                                                                       | 0 – 0                                                                           | Irlanda del Nord                                                                | Qual. Mondiali 2018                                                             | -                                                                               |                                                                                 |
| 8-10-2016                                                                       | Belfast                                                                         | Irlanda del Nord                                                                | 4 – 0                                                                           | San Marino                                                                      | Qual. Mondiali 2018                                                             | -                                                                               |                                                                                 |
| 11-10-2016                                                                      | Hannover                                                                        | Germania                                                                        | 2 – 0                                                                           | Irlanda del Nord                                                                | Qual. Mondiali 2018                                                             | -                                                                               |                                                                                 |
| 11-11-2016                                                                      | Belfast                                                                         | Irlanda del Nord                                                                | 4 – 0                                                                           | Azerbaigian                                                                     | Qual. Mondiali 2018                                                             | -                                                                               |                                                                                 |
| 15-11-2016                                                                      | Belfast                                                                         | Irlanda del Nord                                                                | 0 – 3                                                                           | Croazia                                                                         | Amichevole                                                                      | -                                                                               |                                                                                 |
| 26-3-2017                                                                       | Belfast                                                                         | Irlanda del Nord                                                                | 2 – 0                                                                           | Norvegia                                                                        | Qual. Mondiali 2018                                                             | -                                                                               |                                                                                 |
| 2-6-2017                                                                        | Belfast                                                                         | Irlanda del Nord                                                                | 1 – 0                                                                           | Nuova Zelanda                                                                   | Amichevole                                                                      | -                                                                               | Cap.                                                                            |
| 10-6-2017                                                                       | Baku                                                                            | Azerbaigian                                                                     | 0 – 1                                                                           | Irlanda del Nord                                                                | Qual. Mondiali 2018                                                             | -                                                                               |                                                                                 |
| 1-9-2017                                                                        | Serravalle                                                                      | San Marino                                                                      | 0 – 3                                                                           | Irlanda del Nord                                                                | Qual. Mondiali 2018                                                             | -                                                                               |                                                                                 |
| 4-9-2017                                                                        | Belfast                                                                         | Irlanda del Nord                                                                | 2 – 0                                                                           | Rep. Ceca                                                                       | Qual. Mondiali 2018                                                             | 1                                                                               | 78’                                                                             |
| 5-10-2017                                                                       | Belfast                                                                         | Irlanda del Nord                                                                | 1 – 3                                                                           | Germania                                                                        | Qual. Mondiali 2018                                                             | -                                                                               |                                                                                 |
| 8-10-2017                                                                       | Oslo                                                                            | Norvegia                                                                        | 1 – 0                                                                           | Irlanda del Nord                                                                | Qual. Mondiali 2018                                                             | -                                                                               |                                                                                 |
| 9-11-2017                                                                       | Belfast                                                                         | Irlanda del Nord                                                                | 0 – 1                                                                           | Svizzera                                                                        | Qual. Mondiali 2018                                                             | -                                                                               |                                                                                 |
| 12-11-2017                                                                      | Basilea                                                                         | Svizzera                                                                        | 0 – 0                                                                           | Irlanda del Nord                                                                | Qual. Mondiali 2018                                                             | -                                                                               | 78’                                                                             |
| 24-3-2018                                                                       | Belfast                                                                         | Irlanda del Nord                                                                | 2 – 1                                                                           | Corea del Sud                                                                   | Amichevole                                                                      | -                                                                               | Cap. 68’                                                                        |
| 30-5-2018                                                                       | Panama                                                                          | Panama                                                                          | 0 – 0                                                                           | Irlanda del Nord                                                                | Amichevole                                                                      | -                                                                               | Cap.                                                                            |
| 3-6-2018                                                                        | San José                                                                        | Costa Rica                                                                      | 3 – 0                                                                           | Irlanda del Nord                                                                | Amichevole                                                                      | -                                                                               | Cap.                                                                            |
| 8-9-2018                                                                        | Belfast                                                                         | Irlanda del Nord                                                                | 1 – 2                                                                           | Bosnia ed Erzegovina                                                            | UEFA Nations League 2018-2019 - 1º turno                                        | -                                                                               |                                                                                 |
| 11-9-2018                                                                       | Belfast                                                                         | Irlanda del Nord                                                                | 3 – 0                                                                           | Israele                                                                         | Amichevole                                                                      | -                                                                               |                                                                                 |
| 12-10-2018                                                                      | Vienna                                                                          | Austria                                                                         | 1 – 0                                                                           | Irlanda del Nord                                                                | UEFA Nations League 2018-2019 - 1º turno                                        | -                                                                               |                                                                                 |
| 15-10-2018                                                                      | Sarajevo                                                                        | Bosnia ed Erzegovina                                                            | 2 – 0                                                                           | Irlanda del Nord                                                                | UEFA Nations League 2018-2019 - 1º turno                                        | -                                                                               |                                                                                 |
| 15-11-2018                                                                      | Dublino                                                                         | Irlanda                                                                         | 0 – 0                                                                           | Irlanda del Nord                                                                | Amichevole                                                                      | -                                                                               |                                                                                 |
| 18-11-2018                                                                      | Belfast                                                                         | Irlanda del Nord                                                                | 1 – 2                                                                           | Austria                                                                         | UEFA Nations League 2018-2019 - 1º turno                                        | -                                                                               |                                                                                 |
| 21-3-2019                                                                       | Belfast                                                                         | Irlanda del Nord                                                                | 2 – 0                                                                           | Estonia                                                                         | Qual. Euro 2020                                                                 | -                                                                               |                                                                                 |
| 24-3-2019                                                                       | Belfast                                                                         | Irlanda del Nord                                                                | 2 – 1                                                                           | Bielorussia                                                                     | Qual. Euro 2020                                                                 | 1                                                                               |                                                                                 |
| 8-6-2019                                                                        | Tallinn                                                                         | Estonia                                                                         | 1 – 2                                                                           | Irlanda del Nord                                                                | Qual. Euro 2020                                                                 | -                                                                               |                                                                                 |
| 11-6-2019                                                                       | Barysaŭ                                                                         | Bielorussia                                                                     | 0 – 1                                                                           | Irlanda del Nord                                                                | Qual. Euro 2020                                                                 | -                                                                               | 69’                                                                             |
| 9-9-2019                                                                        | Belfast                                                                         | Irlanda del Nord                                                                | 0 – 2                                                                           | Germania                                                                        | Qual. Euro 2020                                                                 | -                                                                               |                                                                                 |
| 10-10-2019                                                                      | Rotterdam                                                                       | Paesi Bassi                                                                     | 3 – 1                                                                           | Irlanda del Nord                                                                | Qual. Euro 2020                                                                 | -                                                                               | 60’                                                                             |
| 14-10-2019                                                                      | Praga                                                                           | Rep. Ceca                                                                       | 2 – 3                                                                           | Irlanda del Nord                                                                | Amichevole                                                                      | 1                                                                               |                                                                                 |
| 16-11-2019                                                                      | Belfast                                                                         | Irlanda del Nord                                                                | 0 – 0                                                                           | Paesi Bassi                                                                     | Qual. Euro 2020                                                                 | -                                                                               |                                                                                 |
| 8-10-2020                                                                       | Sarajevo                                                                        | Bosnia ed Erzegovina                                                            | 1 – 1 dts (3 – 4 dtr)                                                           | Irlanda del Nord                                                                | Qual. Euro 2020                                                                 | -                                                                               |                                                                                 |
| 11-10-2020                                                                      | Belfast                                                                         | Irlanda del Nord                                                                | 0 – 1                                                                           | Austria                                                                         | UEFA Nations League 2020-2021 - 1º turno                                        | -                                                                               |                                                                                 |
| 14-10-2020                                                                      | Oslo                                                                            | Norvegia                                                                        | 1 – 0                                                                           | Irlanda del Nord                                                                | UEFA Nations League 2020-2021 - 1º turno                                        | -                                                                               | Cap. 46’                                                                        |
| 12-11-2020                                                                      | Belfast                                                                         | Irlanda del Nord                                                                | 1 – 2 dts                                                                       | Slovacchia                                                                      | Qual. Euro 2020                                                                 | -                                                                               |                                                                                 |
| 18-11-2020                                                                      | Belfast                                                                         | Irlanda del Nord                                                                | 1 – 1                                                                           | Romania                                                                         | UEFA Nations League 2020-2021 - 1º turno                                        | -                                                                               |                                                                                 |
| 25-3-2021                                                                       | Parma                                                                           | Italia                                                                          | 2 – 0                                                                           | Irlanda del Nord                                                                | Qual. Mondiali 2022                                                             | -                                                                               |                                                                                 |
| 31-3-2021                                                                       | Belfast                                                                         | Irlanda del Nord                                                                | 0 – 0                                                                           | Bulgaria                                                                        | Qual. Mondiali 2022                                                             | -                                                                               |                                                                                 |
| 12-11-2021                                                                      | Belfast                                                                         | Irlanda del Nord                                                                | 1 – 0                                                                           | Lituania                                                                        | Qual. Mondiali 2022                                                             | -                                                                               |                                                                                 |
| 15-11-2021                                                                      | Belfast                                                                         | Irlanda del Nord                                                                | 0 – 0                                                                           | Italia                                                                          | Qual. Mondiali 2022                                                             | -                                                                               |                                                                                 |
| 25-3-2022                                                                       | Lussemburgo                                                                     | Lussemburgo                                                                     | 1 – 3                                                                           | Irlanda del Nord                                                                | Amichevole                                                                      | -                                                                               | Cap. 63’                                                                        |
| 2-6-2022                                                                        | Belfast                                                                         | Irlanda del Nord                                                                | 0 – 1                                                                           | Grecia                                                                          | UEFA Nations League 2022-2023 - 1º turno                                        | -                                                                               |                                                                                 |
| 5-6-2022                                                                        | Larnaca                                                                         | Cipro                                                                           | 0 – 0                                                                           | Irlanda del Nord                                                                | UEFA Nations League 2022-2023 - 1º turno                                        | -                                                                               | 53’                                                                             |
| 9-6-2022                                                                        | Pristina                                                                        | Kosovo                                                                          | 3 – 2                                                                           | Irlanda del Nord                                                                | UEFA Nations League 2022-2023 - 1º turno                                        | -                                                                               |                                                                                 |
| 12-6-2022                                                                       | Belfast                                                                         | Irlanda del Nord                                                                | 2 – 2                                                                           | Cipro                                                                           | UEFA Nations League 2022-2023 - 1º turno                                        | 1                                                                               |                                                                                 |
| 24-9-2022                                                                       | Belfast                                                                         | Irlanda del Nord                                                                | 2 – 1                                                                           | Kosovo                                                                          | UEFA Nations League 2022-2023 - 1º turno                                        | -                                                                               |                                                                                 |
| 27-9-2022                                                                       | Atene                                                                           | Grecia                                                                          | 3 – 1                                                                           | Irlanda del Nord                                                                | UEFA Nations League 2022-2023 - 1º turno                                        | -                                                                               | Cap.                                                                            |
| 16-6-2023                                                                       | Copenaghen                                                                      | Danimarca                                                                       | 1 – 0                                                                           | Irlanda del Nord                                                                | Qual. Euro 2024                                                                 | -                                                                               | Cap. 76’                                                                        |
| 19-6-2023                                                                       | Belfast                                                                         | Irlanda del Nord                                                                | 0 – 1                                                                           | Kazakistan                                                                      | Qual. Euro 2024                                                                 | -                                                                               | Cap. 64’                                                                        |
| 7-9-2023                                                                        | Lubiana                                                                         | Slovenia                                                                        | 4 – 2                                                                           | Irlanda del Nord                                                                | Qual. Euro 2024                                                                 | 1                                                                               | cap.                                                                            |
| 10-9-2023                                                                       | Astana                                                                          | Kazakistan                                                                      | 1 – 0                                                                           | Irlanda del Nord                                                                | Qual. Euro 2024                                                                 | -                                                                               | Cap.                                                                            |
| 14-10-2023                                                                      | Belfast                                                                         | Irlanda del Nord                                                                | 3 – 0                                                                           | San Marino                                                                      | Qual. Euro 2024                                                                 | -                                                                               | Cap. 63’                                                                        |
| 17-10-2023                                                                      | Belfast                                                                         | Irlanda del Nord                                                                | 0 – 1                                                                           | Slovenia                                                                        | Qual. Euro 2024                                                                 | -                                                                               | Cap. 87’                                                                        |
| 8-6-2024                                                                        | Palma di Maiorca                                                                | Spagna                                                                          | 5 – 1                                                                           | Irlanda del Nord                                                                | Amichevole                                                                      | -                                                                               | Cap.                                                                            |
| Totale                                                                          |                                                                                 | Presenze (4º posto)                                                             | 107                                                                             |                                                                                 | Reti                                                                            | 6                                                                               |                                                                                 |

## Palmarès

### Competizioni nazionali
- Coppa di Lega inglese: 3

Manchester United: 2005-2006, 2008-2009, 2009-2010
- Community Shield: 5

Manchester United: 2008, 2010, 2011, 2013
Leicester City: 2021
- Campionato inglese: 3

Manchester United: 2008-2009, 2010-2011, 2012-2013
- Coppa d'Inghilterra: 2

Leicester City: 2020-2021
Manchester United: 2023-2024

### Competizioni Internazionali
- Coppa del mondo per club: 1

Manchester United: 2008